# Angus McLaren
Angus McLaren (* 3. listopadu 1988) je australský herec. Jeho nejznámější role jsou Nathan Rafter v seriálu Packed To The Rafters a Lewis McCartney v seriálu H2O: Stačí přidat vodu.

## Osobní život
Narodil se ve Wonthaggi ve státě Victoria a vyrůstal na farmě blízko Leongathy. Jeho starší bratr Aidan je bubeník populární art rockové skupiny Long Walk Home. Augus je bubeníkem Sydneyské indie rock kapely Rapids.

## Kariéra
Nejprve se objevoval v amatérských hrách pro divadlo Leongatha Lyric a ve školních představeních. Krok k profesionálnímu hraní udělal vedlejší rolí v seriálu televize ABC, Something in the Air, když mu bylo pouze 12 let. Poté následovaly malé role v dalších seriálech jako Worst Best Friends, The Saddle Club a Fergus McPhail; hostoval v seriálech jako Vesničtí poldové, Parodie komedie a Neighbours.
Jeho první hlavní role přišla v roce 2004 v seriálu Silversun, který se vysílal na kanálech Seven Network a ABC. Jeho filmový debut přišel v roce 2006 rolí ve filmu Court of Lonely Royals. V roce 2006 také získal roli Lewise McCartneyho v seriálu H2O: Stačí přidat vodu, kde se objevoval od první série až do poloviny třetí. V roce 2008 začal natáčet seriál Packed to the Rafters, kde hraje roli Nathana Raftera.

## Filmografie
| Rok       | Název                  | Role                           |
| --------- | ---------------------- | ------------------------------ |
| 2000–2002 | Something in the Air   | Jason Cassidy                  |
| 2002      | Shuang Tong            | St. Louis Murder Victim        |
| 2002      | Worst Best Friends     | Eddie                          |
| 2002–2003 | Neighbours             | Jamie Clarke                   |
| 2003      | The Saddle Club        | Danny                          |
| 2003      | CrashBurn              | Ben – Aged 15                  |
| 2004      | Fergus McPhail         | Bob                            |
| 2004      | Silversun              | Degenhardt Bell                |
| 2005      | Last Man Standing      | Brendan Delaney                |
| 2003–2005 | Blue Heelers           | Max Harrison / Brendan Delaney |
| 2006      | Court of Lonely Royals | Unknown                        |
| 2006–2009 | H2O: Stačí přidat vodu | Lewis McCartney                |
| 2008      | All Saints             | Angus Wilson                   |
| 2008–2013 | Packed to the Rafters  | Nathan Rafter                  |